# 西灣湖廣場

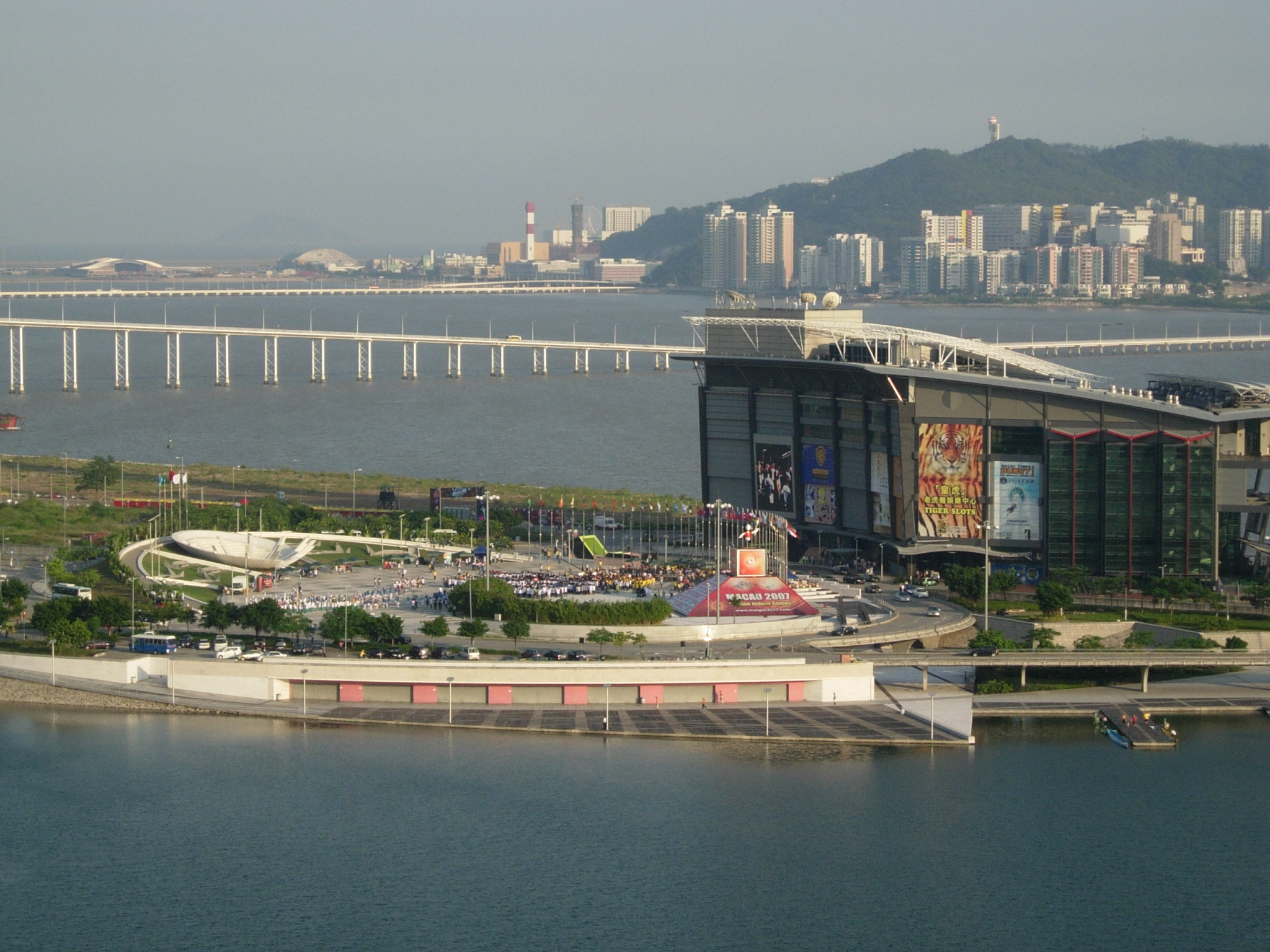
廣場在2007年9月26日舉辦澳門亞室運誓師大會。

西灣湖廣場（葡萄牙語：Praça do Lago Sai Van），前稱為南灣圓形地（葡萄牙語：Rotunda da Baía da Praia Grand）是澳門第二大廣場，也是澳門四大廣場之一，是一個位於澳門旅遊塔前方的鵝蛋形迴旋處。廣場面積為17,600平方米。

## 歷史
1998年，澳門旅遊娛樂有限公司在該地段興建澳門旅遊塔，於是澳葡政府在塔的前地興建以圓形為主的廣場，以作大型活動之用。廣場興建屬於“三大廣場計劃”之一。
2001年，隨著旅遊塔的落成啟用，“南灣圓形地”開放啟用。同年年底，建設發展辦公室為廣場建造進行公開招標，當時工程名稱為“南灣湖廣場建造工程”。
2002年1月25日，“南灣湖廣場建造工程”正式動工，工程包括將現時正圓的“南灣圓形地”大幅擴展成鵝蛋形，也需要靠近西灣湖部分進行塡土，以便興建親水平台及船隻泊位，工程還需要把現時南灣圓形地下方的行車隧道向西灣湖景大馬路方向延長，工程總佔地面積為30,600平方米。
2002年11月25日，廣場下方行車隧道完成延長工程，重新恢復行車。
2002年除夕，除夕倒數活動首次移師到廣場舉行，自此成為每年取代了議事亭前地，成為澳門區的跨年倒數晚會的舉辦地。此外，也成為多個音樂會、同樂日、澳門學界升旗儀式等場所。當時廣場仍有部分工程未完成，因此是為活動舉行而局部開放。
2003年5月，廣場工程完成並正式對外開放。同年9月26日，廣場正式命名為“西灣湖廣場”（葡文：Praca do Lago Sai Van）。

## 四大廣場
澳門四大廣場指西灣湖廣場與另外三個廣場，其餘三個分別是：
- 議事亭前地
- 澳門文化中心廣場
- 塔石廣場

## 公共交通

### 公共巴士
M177 澳門旅遊塔（Torre de Macau）
路線：9A、18、18B、23、26、32、60、65
M182 旅遊塔／行車隧道（Torre / Túnel Rodoviário）
路線：26、60、65、N2

## 誤解
由於廣場位於南灣湖以及西灣湖之間，因此坊間誤稱作為「南灣湖廣場」，但其實並沒有「南灣湖廣場」，而他們所指的是西灣湖廣場。亦有人稱之為「觀光塔前地」，但其實「觀光塔前地」位於旅遊塔東側，連接觀光塔街，並非他們所指的西灣湖廣場。